# نمذجة القيمة المضافة
نمذجة القيمة المضافة (المعروفة أيضًا باسم تحليل القيمة المضافة وتقييم القيمة المضافة) هي طريقة لتقييم المعلم تقيس إسهامات ذلك المدرس في سنة ما وذلك بمقارنة درجات اختبار الطلاب في العام الدراسي الحالي بدرجات هؤلاء الطلاب في العام الدراسي الماضي، بالإضافة إلى درجات طلاب آخرين في الصف الدراسي نفسه. وبهذه الطريقة، تسعى نمذجة القيمة المضافة إلى عزل المساهمة التي يقدمها المدرس في سنة ما، والتي يمكن مقارنتها بمقاييس الأداء بالنسبة للمدرسين الآخرين. وتعتبر طريقة نمذجة القيمة المضافة طريقة أكثر عدلاً من مجرد مقارنة درجات إنجازات الطلاب أو درجات مكاسبهم دون النظر إلى المتغيرات المصاحبة المحيرة المحتملة مثل الأداء السابق أو الدخل.
يقول النقاد إن استخدام الاختبارات لتقييم المدرسين الأفراد لم يتم اعتمادها علميًا، وتكون الكثير من النتائج نتيجة فرص أو ظروف لا يملك المدرس السيطرة عليها، مثل التعليم الخارجي. Research shows, however, that differences in teacher effectiveness as measured by value-added of teachers are associated with very large economic effects on students.

## الطريقة
يستخدم الإحصائيون درجات اختبار الطالب السابق في توقع درجات اختبار الطالب في المستقبل، على فرض أن الطلاب يحققوق عادةً كل عام تقريبًا الدرجة التي حققوها في السنوات السابقة. ثم تتم مقارنة درجة الطالب الفعلية بالدرجة المتوقعة. وإن وجد فارق بين الدرجات المتوقعة والفعلية، فمن المفترض أن يكون بفضل المدرس والمدرسة، وليس بفضل القدرات الطبيعية للطالب أو الظروف الاجتماعية والاقتصادية.
وبهذه الطريقة، تعمل نمذجة القيمة المضافة على عزل إسهامات المدرس عن العوامل التي لا يملك المدرس السيطرة عليها والمعروف أنها تؤثر تأثيرًا كبيرًا على أداء الطالب في الاختبار، ويشمل ذلك ذكاء الطالب العام والفقر ومشاركة الأبوين.
بالجمع بين كل تلك النتائج الفردية، يمكن أن يحدد الإحصائيون مدى تأثير مدرس معين على تطوير إنجاز الطالب، مقارنةً بمقدار تأثير المدرس النموذجي على إنجاز الطالب.
ويستخدم الإحصائيون النموذج الخطي الهرمي في توقع الدرجة التي سيحققها طالب معين في فصل دراسي معين في مدرسة معينة. ويعتمد هذا التوقع على النتائج المجمعة لجميع الطلاب. فالنتيجة المتوقعة لكل طالب تأخذ بعين الاعتبار متغيرات مستوى الطالب (الأداء السابق والحالة الاجتماعية والاقتصادية والجنس والعرق) ومستوى المدرس (المؤهل وسنوات الخبرة وأعلى درجة حصل عليها وأساليب التدريس ومواد الشرح والمنهج الدراسي) ومستوى المدرسة (الحجم والنوع والموقع). ويتحدد نوع المتغيرات المستخدمة على نوع النموذج.

## الاستخدام
منذ بداية عام 2010، تبنى عدد قليل من الإدارات التعليمية في مختلف أنحاء الولايات المتحدة هذا النظام، ويشمل ذلك مدارس شيكاغو الحكومية وإدارة تعليم مدينة نيويورك وإدارة تعليم المدارس الحكومية في كولومبيا. ولقد استخدمت المراتب للفصل في مشكلات الاحتفاظ بالمدرسين ومكافآت الحوافز، كما استخدمت كوسيلة لتحديد المدرسين الذين سيحققون أفضل استفادة من تدريبات المدرسين. وفي برنامج السباق نحو القمة (Race to the Top) وغيره من البرامج التي تؤيد وضع طرق أفضل لتقييم أداء المدرس، بحثت الإدارات التعليمية في استخدام نمذجة القيمة المضافة كوسيلة مساعدة في الإشراف على المدرسين في الفصول الدراسية.
لويزيانا قدم المشرع فرانك هوفمان (Frank Hoffmann) مشروع قانون يبيح استخدام أساليب نمذجة القيمة المضافة في المدارس الحكومية في الولاية كوسيلة لمكافآت المدرسين الأكفاء وتمييز الوسائل التربوية الناجحة، بالإضافة إلى كونها وسيلة تقدم أساليب إضافية للتطوير الاحترافي لهؤلاء المدرسين الذين تم تصنيفهم باعتبارهم أضعف من غيرهم. ورغم معارضة الاتحاد الفيدرالي لمدرسي لويزيانا (Louisiana Federation of Teachers), تم تمرير القانون مجلس شيوخ ولاية لويزيانا يوم 26 مايو 2010، وقام على الفور العمدة بوبي جندال ( Bobby Jindal) بالتوقيع عليه ليصبح ساريًا.
لا يوصي الخبراء باستخدام نمذجة القيمة المضافة باعتبارها المحدد الوحيد لأي قرار. بل، يوصون باستخدامها كعامل مهم في برنامج تقييم متعدد الجوانب.

## القيود
باعتباره نظام تقييم معياري المرجع، تتم مقارنة أداء المدرس بالنتائج الواردة لدى المدرسين الآخرين حسب مجموعة المقارنة المختارة. وبهذا يمكن استخدام هذا النموذج في استخلاص أن هذا المدرس أفضل أو أسوأ أو مساوٍ للمدرس النموذجي، ولكنه لا يمكن استخدام هذا النموذج في تحديد ما إذا كان مستوى أداء معين مناسبًا أم لا.
نظرًا لأن الدرجة المتوقعة لكل طالب تشتق بصورة كبيرة من الدرجات الفعلية للطالب في السنوات السابقة، فمن الصعب استخدام هذا النموذج لتقييم المدرسين في مرحلة رياض الأطفال والصف الأول الابتدائي. ولهذا تُقصر بعض الأبحاث استخدام هذا النموذج مع مدرسي الصف الثالث الابتدائي وما فوقه.
قد تجد المدارس صعوبة في الحصول على الدرجات السابقة للطالب الجديد من المدارس التي التحق بها الطالب من قبل، أو قد تكون تلك الدرجات غير مجدية نظرًا لعدم إمكانية مقارنة بعض الاختبارات. كما قد تجد المدارس التي ترتفع فيها نسبة انتقالات الطلاب صعوبة في جميع البيانات الكافية لتطبيق هذا النموذج. وعندما يقوم الطلاب بتغيير المدرسة في منتصف العام الدراسي، فإن تقدمهم على مدارس العام يصعب أن ننسبه فقط إلى المدرس النهائي.
تكون درجات القيمة المضافة أكثر حساسية لتأثيرات المدرس بالنسبة لمادة الرياضية أكثر مما هو عليه الحال بالنسبة للغات. وقد يكون ذلك نتيجة الاستخدام واسع النطاق لاختبارات سيئة لمهارات القراءة واللغة، أو قد يكون ذلك لأن تأثير المدرسين يكون ضعيفًا على التطور اللغوي. فالطلاب يتعلمون المهارات اللغوية من العديد من المصادر، لا سيما من عائلاتهم، في حين أنهم يتعلمون مهارات الرياضيات أساسًا من المدارس.

## وصلات خارجية
- Los Angeles Teacher Ratings database and news stories by the Los Angeles Times